# 2008年汤姆斯杯和尤伯杯羽毛球赛
2008年汤姆斯杯和尤伯杯羽毛球赛（2008 Thomas & Uber Cup）由第25届汤姆斯杯和第22届尤伯杯组成，于2008年5月11日至5月18日在印度尼西亚雅加达举行。
汤姆斯杯共有12支球队参赛，中国队以3:1战胜韩国队获得冠军。尤伯杯共有12支球队参赛，中国队以3:0战胜印度尼西亚队获得冠军。